# Vida Jeraj Hribar
Vida Jeraj Hribar, slovenska violinistka in glasbena pedagoginja, * 4. maj 1902, Dunaj, † 6. maj 2002, Ljubljana.

## Življenjepis
Rodila se je na Dunaju leta 1902 očetu violinistu Karlu in materi pesnici Vidi. Leta 1919 se je družina preselila v Ljubljano, kjer je nadaljevala z glasbenim šolanjem. Kasneje je poučevala na Konzervatoriju za glasbo, po ustanovitvi Srednje glasbene in baletne šole, pa je leta 1953 postala njena ravnateljica. 
Leta 1991 je pri 91. letih napisala avtobiografijo z naslovom Večerna sonata: spomini z Dunaja, Pariza in Ljubljane, 1902-1933, za katero je bila leta 1993 nagrajena z Levstikovo nagrado.
Leta 1992 je bila izbrana za Slovenko leta. Umrla je dva dni po svojem stotem rojstnem dnevu, 6. maja 2002.